# Halleneuropameisterschaften im Bogenschießen 2025
Die Halleneuropameisterschaften im Bogenschießen 2025 wurden vom 17. bis 23. Februar in der Samsun İlkadım Okçuluk Salonu im türkischen Samsun ausgetragen.

## Ergebnisse

### Recurvebogen
| Disziplin         | Gold                                                        | Silber                                                     | Bronze                                      |
| ----------------- | ----------------------------------------------------------- | ---------------------------------------------------------- | ------------------------------------------- |
| Männer Einzel     | Iwan Bantschew                                              | Mete Gazoz                                                 | Arsalan Baldanow                            |
| Frauen Einzel     | Nurinisso Machmudowa                                        | Victoria Sebastian                                         | Lisa Barbelin                               |
| Männer Mannschaft | ItalienAlessandro Paoli Massimiliano Mandia Matteo Borsani  | TürkeiMete Gazoz Abdullah Yıldırmış Ulaş Berkim Tümer      | MoldauDan Olaru Andrei Belici Sergiu Sorici |
| Frauen Mannschaft | ItalienChiara Rebagliati Lucilla Boari Roberta Di Francesco | SlowakeiDenisa Baránková Elena Bendíková Kristína Drusková | TürkeiFatma Maraşlı Gizem Özkan Zeynep Köse |

### Compoundbogen
| Disziplin         | Gold                                                | Silber                                                      | Bronze                                                                   |
| ----------------- | --------------------------------------------------- | ----------------------------------------------------------- | ------------------------------------------------------------------------ |
| Männer Einzel     | Nicolas Girard                                      | Jozef Bošanský                                              | Mathias Fullerton                                                        |
| Frauen Einzel     | Elisa Roner                                         | Marcella Tonioli                                            | Giulia Di Nardo                                                          |
| Männer Mannschaft | ItalienAlex Boggiatto Marco Bruno Michea Godano     | PolenRafal Dobrowolski Przemysław Konecki Łukasz Przybylski | DänemarkMartin Damsbo Mathias Fullerton Martin Laursen                   |
| Frauen Mannschaft | ItalienMarcella Tonioli Elisa Roner Giulia Di Nardo | TürkeiHazal Burun Ayşe Bera Süzer Emine Rabia Oğuz          | IslandFreyja Dís Benediktsdóttir Eowyn Mamalias Anna Maria Alfreðsdóttir |

### Blankbogen
| Disziplin         | Gold                                                      | Silber                                                                  | Bronze                                                          |
| ----------------- | --------------------------------------------------------- | ----------------------------------------------------------------------- | --------------------------------------------------------------- |
| Männer Einzel     |                                                           |                                                                         |                                                                 |
| Frauen Einzel     |                                                           |                                                                         |                                                                 |
| Männer Mannschaft | ItalienSimone Barbieri Ferruccio Berti Giuseppe Seimandi  | FrankreichVincent Houdart David Jackson Jerome Souchaud                 | RumänienCiprian Baican Alexandru Koteles Ioan-Razvan Rusov      |
| Frauen Mannschaft | ItalienAlessandra Bigogno Giulia Mantilli Cinzia Noziglia | RumänienFlorentina Cristina Bacin Maria Loredana Mogos Elena Topliceanu | IslandAstrid Daxböck Valgerdur Hjaltested Guðbjörg Reynisdóttir |

## Medaillenspiegel
| Platz  | Land                           | Gold | Silber | Bronze | Gesamt |
| ------ | ------------------------------ | ---- | ------ | ------ | ------ |
| 1      | Italien                        | 7    | 1      | 1      | 9      |
| 2      | Frankreich                     | 1    | 2      | 1      | 4      |
| –      | Individuelle Neutrale Athleten | 1    | –      | 1      | 2      |
| 3      | Bulgarien                      | 1    | –      | –      | 1      |
| 4      | Türkei                         | –    | 3      | 1      | 4      |
| 5      | Slowakei                       | –    | 2      | –      | 2      |
| 6      | Rumänien                       | –    | 1      | 1      | 2      |
| 7      | Polen                          | –    | 1      | –      | 1      |
| 8      | Dänemark                       | –    | –      | 2      | 2      |
| 8      | Island                         | –    | –      | 2      | 2      |
| 10     | Moldau                         | –    | –      | 1      | 1      |
| Gesamt | Gesamt                         | 10   | 10     | 10     | 30     |